# Schloss Laufen (Bayern)

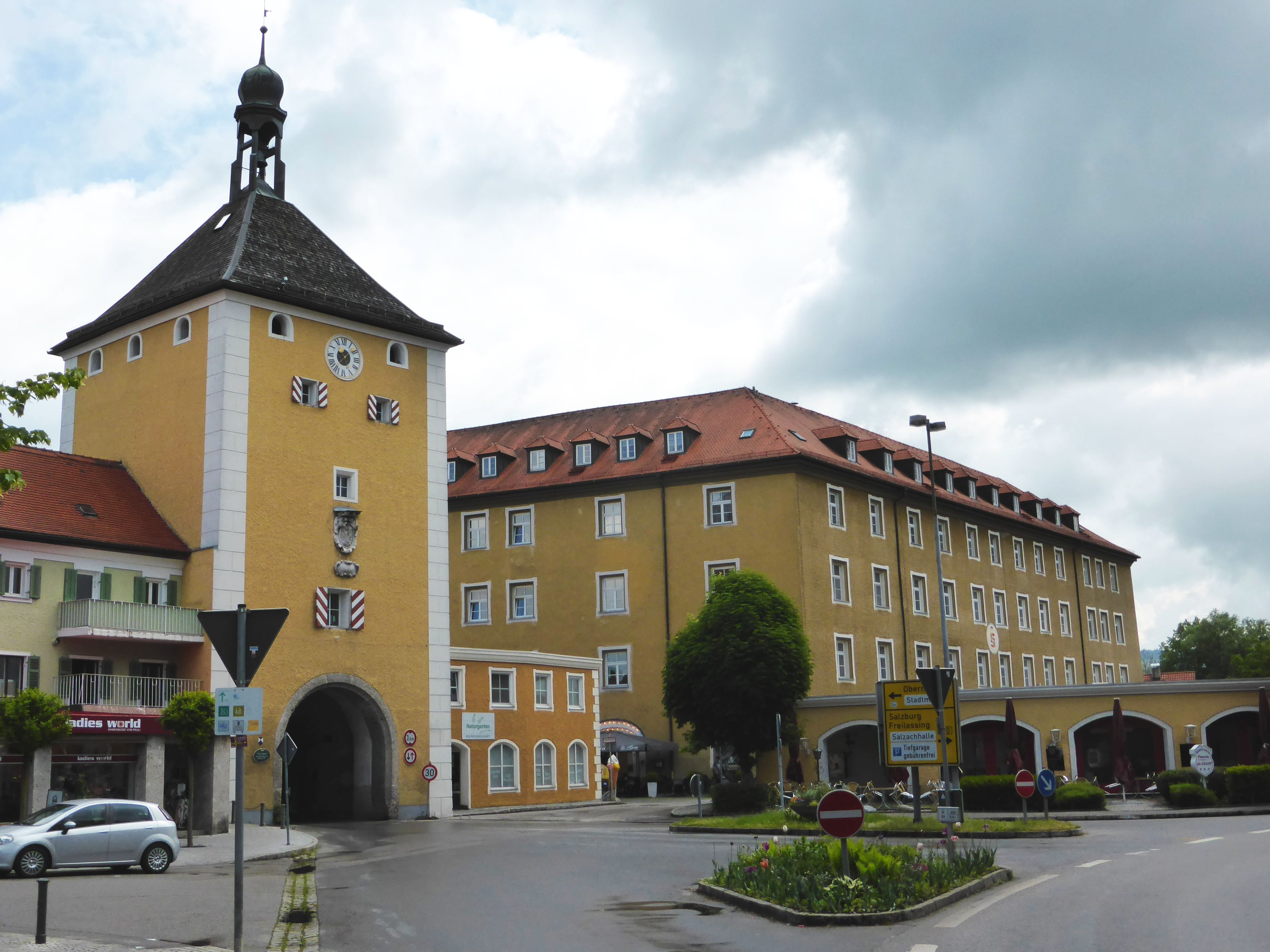
Schloss Laufen mit Salzburger Stadtturm

Das Schloss Laufen ist ein denkmalgeschütztes ehemals salzburgisches Schloss in Laufen im Landkreis Berchtesgadener Land in Bayern. 

## Geschichte
Bereits zur Zeit des Salzburger Bischofs Virgil wurde ein castellum ad Loffi erwähnt. Es wird vermutet, dass in dieser Zeit auf den römischen Gebäuderesten eine Burg errichtet wurde. Am 29. März 1166 hielt Kaiser Friedrich Barbarossa einen Hof- und Gerichtstag in dieser Burg Laufen ab. Im 13. Jahrhundert wurde diese Burg wieder erwähnt. Spätgotische Um- und Erweiterungsbauten erfolgten zwischen 1424 und 1426. Auf den mittelalterlichen Resten wurde ein Neubau des Schlosses unter der Regentschaft von Fürsterzbischof Wolf Dietrich von Raitenau durch Johann Baptist Ninnguarda 1591–1606 begonnen, dann wurde der Umbau 1606–1612 von dem Baumeister Egon Riedl fortgesetzt und die endgültige Gestalt der Anlage geschaffen. Zwischen 1697 und 1702 fand ein erneuter Umbau mit dem Abbruch des „Großen Thurms“ unter Fürsterzbischof Johann Ernst von Thun und Hohenstein statt.
Im Mittelalter war die Burg der Sitz des Stadtrichters und dann des Pflegers, der Vertreter des Salzburger Landesherrn war. Im 18. Jahrhundert wurde das Schloss zu einem fürsterzbischöflichen Jagd- und Sommersitz. Nach dem Ende des Salzburger Fürsterzbistums, beginnend mit dem ungünstigen Verlauf der Schlacht bei Hohenlinden, folgten politisch unstabile Verhältnisse, die erst 1816 endeten: gemäß dem Vertrag vom 14. April 1816 zwischen Bayern und Österreich (Vertrag von München) wurde Laufen geteilt, die Gebiete links der Salzach fielen an das Königreich Bayern, die rechts gelegenen an das österr. Kaiserreich. Die Salzach durch Laufen war von da an Staatsgrenze, beide Teile Laufens gerieten in eine Randlage.
Im Jahre 1862 wurde das Schloss zu einem Gefängnis umgebaut. Dieses war für 400 Insassen ausgelegt, zudem waren etwa 70 Aufsichtsbeamte hier tätig. Die Versorgung all dieser Personen war eine wesentliche Einnahmequelle für die Laufener Bürgerschaft. Allerdings wurde die Strafanstalt wegen Unterbelegung am 1. April 1932 aufgelöst.
1933 wurde hier eine SA-Sportschule untergebracht, 1934 belegte eine Abteilung des Reichsarbeitsdienstes das Schlossgebäude, 1935–1938 wurde es als Kaserne verwendet. Nach Kriegsausbruch wurde hier ein Gefangenenlager (Oflag VII-C) eingerichtet, zuerst waren hier polnische Offiziere untergebracht, die im Mai 1940 von bei Dünkirchen in Gefangenschaft geratenen Engländern abgelöst wurden. 1942 diente das Schloss als Internierungslager Ilag VII für von den Kanalinseln deportierte Personen. Am 4. Mai 1945 wurde das Lager von amerikanischen Truppen befreit. Kurzfristig war hier ein Wehrmachtsentlasslager eingerichtet, dann bezogen Ungarn das Schloss. 1946 entstand hier ein Alters- und Pflegeheim der Caritas (bis 1966, dann Umzug des Heimes nach Glonn). Während dieser Zeit befand sich hier auch eine Haushaltungsschule für Mädchen.
Etliche Zeit stand das Gebäude leer, da sich die Stadt Laufen nicht in der Lage sah, das ehemals fürsterzbischöfliche Schloss zu erneuern. Schließlich fand 1970 bis 1992 ein Umbau zu einem Wohn- und Geschäftsgebäude durch den Laufener Architekten Gottfried Lobmayr statt. Seit 1992 ist eine Eigentümergemeinschaft Schlossbesitzer.

Schloss Laufen
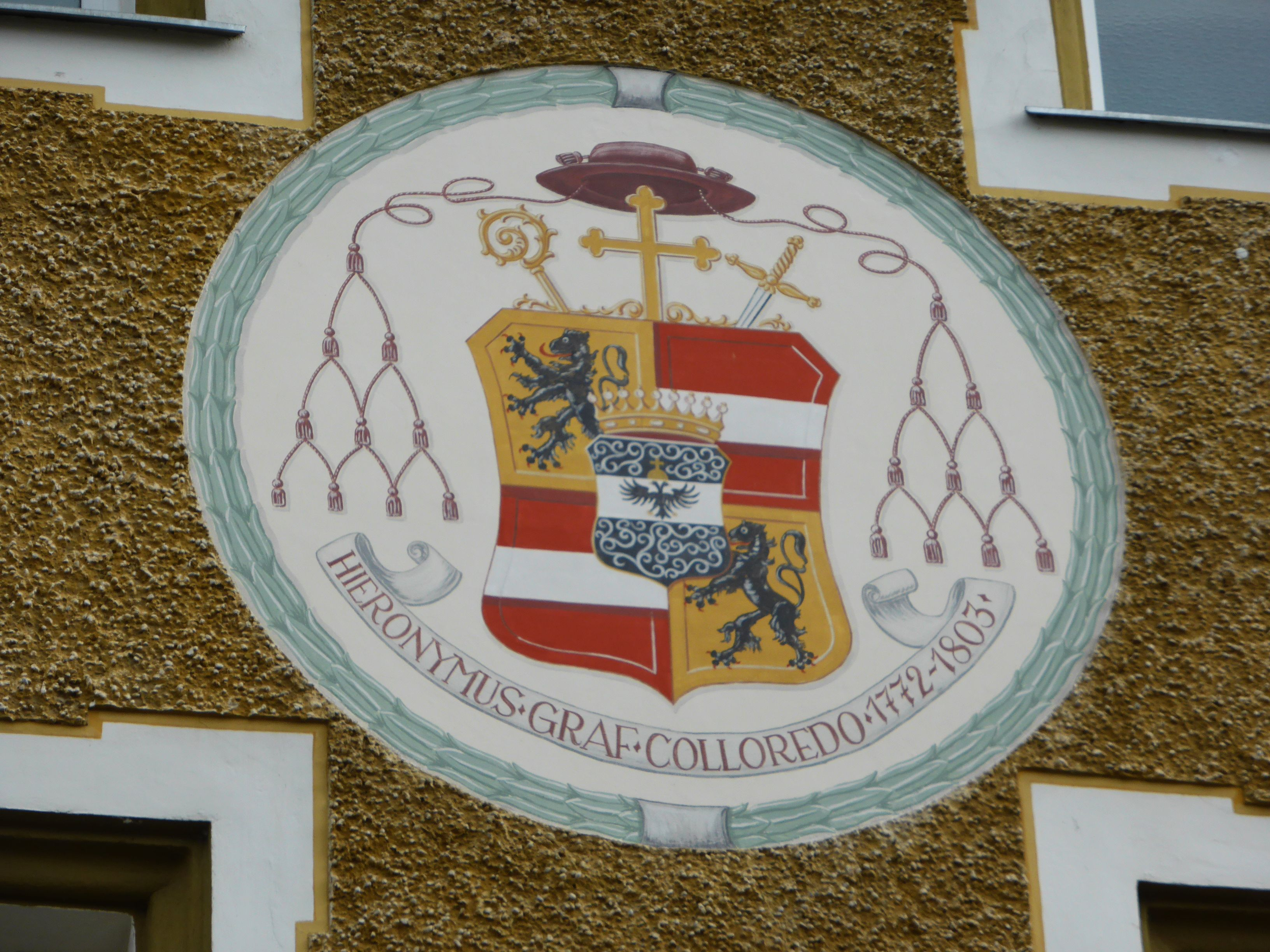
Wappen von Erzbischof Hieronymus von Colloredo
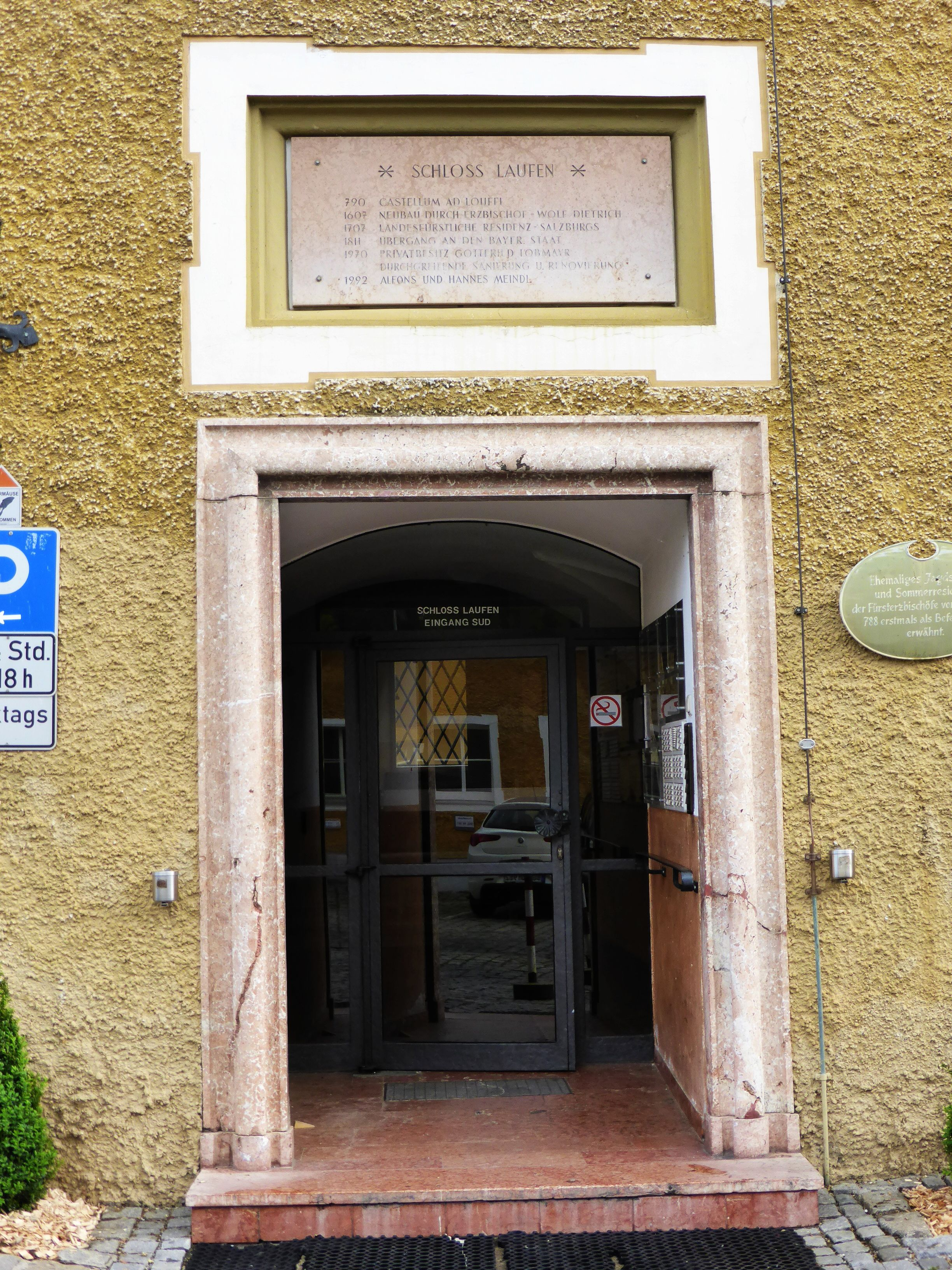
Marmornes Eingangsportal

## Schloss Laufen heute
Das Schloss ist ein wuchtiger, viergeschossiger und vierseitiger Baukomplex, der einen Innenhof umschließt, mit dreigeschossigen Anbauten und einem rückseitigen Treppenturm. Das Gebäude ist von einem Walmdach gedeckt. Heute sind hier diverse Betriebe, Mietwohnungen und zwei Gastbetriebe untergebracht. Östlich davon liegt als Nebengebäude ein ebenfalls viergeschossiger Walmdachbau; die hohe Stützmauer ist von 1800 und wurde unter Fürsterzbischof Hieronymus Colloredo errichtet.
Die Anlage ist als Bau- und Bodendenkmal, „untertägige mittelalterliche und frühneuzeitliche Befunde im Bereich des ehem. Schlosses in Laufen und seiner Vorgängerbauten sowie der abgegangenen Kirche St. Peter“, geführt. 